# Ferrocarril Suburbano de la Zona Metropolitana del Valle de México
El Ferrocarril Suburbano de la Zona Metropolitana del Valle de México o Tren Suburbano del Valle de México, es el primer tren de cercanías construido en México. El sistema 1 de 27 kilómetros de longitud (Buenavista-Cuautitlán) fue inaugurado el 7 de mayo del 2008 por Felipe Calderón Hinojosa, presidente de México de 2006 a 2012.
Este sistema forma parte de un proyecto promovido, entre los años 2000 y 2012, por los entonces presidentes de México Vicente Fox Quesada y Felipe Calderón Hinojosa, que consideró tres sistemas con una longitud entre 242 y 245.9 kilómetros. Para lograr esta extensión, se consideró utilizar las vías férreas existentes y el derecho de vía propiedad del gobierno Federal en el Valle de México. Para su construcción fue necesaria la participación de los gobiernos Federal, del Distrito Federal (hoy Ciudad de México), del Estado de México y municipales de la Zona Metropolitana del Valle de México.
Posteriormente, el proyecto se sustituyó por una nueva propuesta de trenes y transporte masivo de pasajeros al iniciar el periodo presidencial de Enrique Peña Nieto, en el 2012.
Las ampliaciones forman parte de los planes nacionales de infraestructura ferroviaria del 2018 al 2050. Actualmente se encuentra en construcción el Ramal Lechería - AIFA hacia el Aeropuerto Internacional Felipe Ángeles, el cual permitirá comunicar el aeropuerto con la Ciudad de México.

## Antecedentes

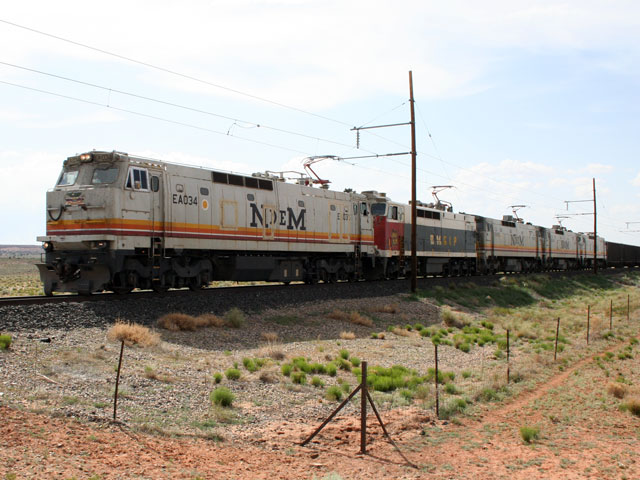
Locomotora eléctrica General Electric E60-C2

### Ferrocarril eléctrico México-Querétaro
La Secretaría de Comunicaciones y Transportes plantea en 1978 la construcción del primer ferrocarril eléctrico mexicano de vía doble alimentado por catenaria. A partir de un estudio elaborado por la dependencia gubernamental se determinó que la ruta Ciudad de México-Querétaro era la más viable de electrificar debido a su alta afluencia de pasajeros y de carga, topografía casi carente de pendiente y localización estratégica en el centro del país.
En 1979 como parte de los trabajos de construcción el gobierno mexicano incluye dentro del proyecto participación japonesa, inglesa y francesa.
Las locomotoras empleadas fueron diseñadas y armadas por la compañía General Electric en el Estado mexicano de Aguascalientes entre 1980 y 1982. El modelo de locomotoras fue denominado General Electric E60-C2.
Hacia 1983 la Secretaría de Comunicaciones y Transportes decide suspender el proyecto debido a cambios en el trazo de las rutas y las políticas de operación.
En 1986 se reinicia la electrificación únicamente con la participación del personal técnico de la Secretaría de Comunicaciones y Transportes, Ferrocarriles Nacionales de México y la compañía francesa Société Francais d’Etudes et de Réalisations Ferroviaires (Sofrerail), hoy SYSTRA SA.
El 14 de febrero de 1994 fueron inaugurados los viajes regulares entre las estaciones Buenavista (Ciudad de México)-Querétaro (Querétaro).
En el año de 1996 Ernesto Zedillo Ponce de León, Presidente de México de 1994 a 2000, desincorpora del estado a la empresa paraestatal Ferrocarriles Nacionales de México y se dan por finalizadas las operaciones de transporte de pasajeros en todo el país.
En años posteriores a la privatización se crearon tres rutas de transporte de pasajeros para fines turísticos: Ferrocarril Chihuahua-Pacífico (chepe), Tequila Express, y el Expreso Maya (sin operaciones comerciales desde el 25 de junio de 2007).

### Un nuevo proyecto: el ferrocarril suburbano

Proyecto del ferrocarril suburbano propuesto por el Gobierno Federal entre 1999 y 2011.

En 1997, el gobierno Federal propuso la creación de un tren suburbano sobre el derecho de vía del antiguo ferrocarril a Cuernavaca. Esta ruta tendría 24 kilómetros entre la Av. Ejército Nacional y la colonia Pedregal de San Nicolás, tendría conexión con 4 líneas del metro y transportaría diariamente a 42 000 pasajeros.
En 1999, Óscar Santiago Corzo Cruz, director de la Dirección General de Tarifas, Transporte Ferroviario y Multimodal de la Secretaría de Comunicaciones y Transportes, planteó la posibilidad de construir una red de ferrocarriles suburbanos en los 242 kilómetros de red férrea del Valle de México. La red contaría con tres sistemas troncales: de la antigua estación de ferrocarriles de Buenavista en la Ciudad de México al municipio mexiquense de Cuautitlán; del municipio de Ecatepec al municipio de Naucalpan, ambos en el Estado de México, y del municipio mexiquense de La Paz al Bosque de San Juan de Aragón en la Ciudad de México. Los dos últimos itinerarios cruzarían por la estación Buenavista. Cada sistema troncal contaría con ramales para atender la demanda en los municipios aledaños: Nextlalpan, Tecámac, San Juan Teotihuacán, Texcoco y Chalco.
El funcionario denotó que el proyecto del tren elevado o Ecotren requería de la expropiación de predios y la creación de nuevos derechos de vía. El proyecto del ferrocarril suburbano no requería esas medidas, ya que, se emplearía derecho de vía propiedad del gobierno Federal. Además, el ferrocarril suburbano estaría dirigido hacia sectores de la población de ingresos bajos. En su primera etapa daría servicio a 465 mil pasajeros en 27 kilómetros entre la antigua estación de ferrocarriles de Buenavista y el municipio mexiquense de Cuautitlán.

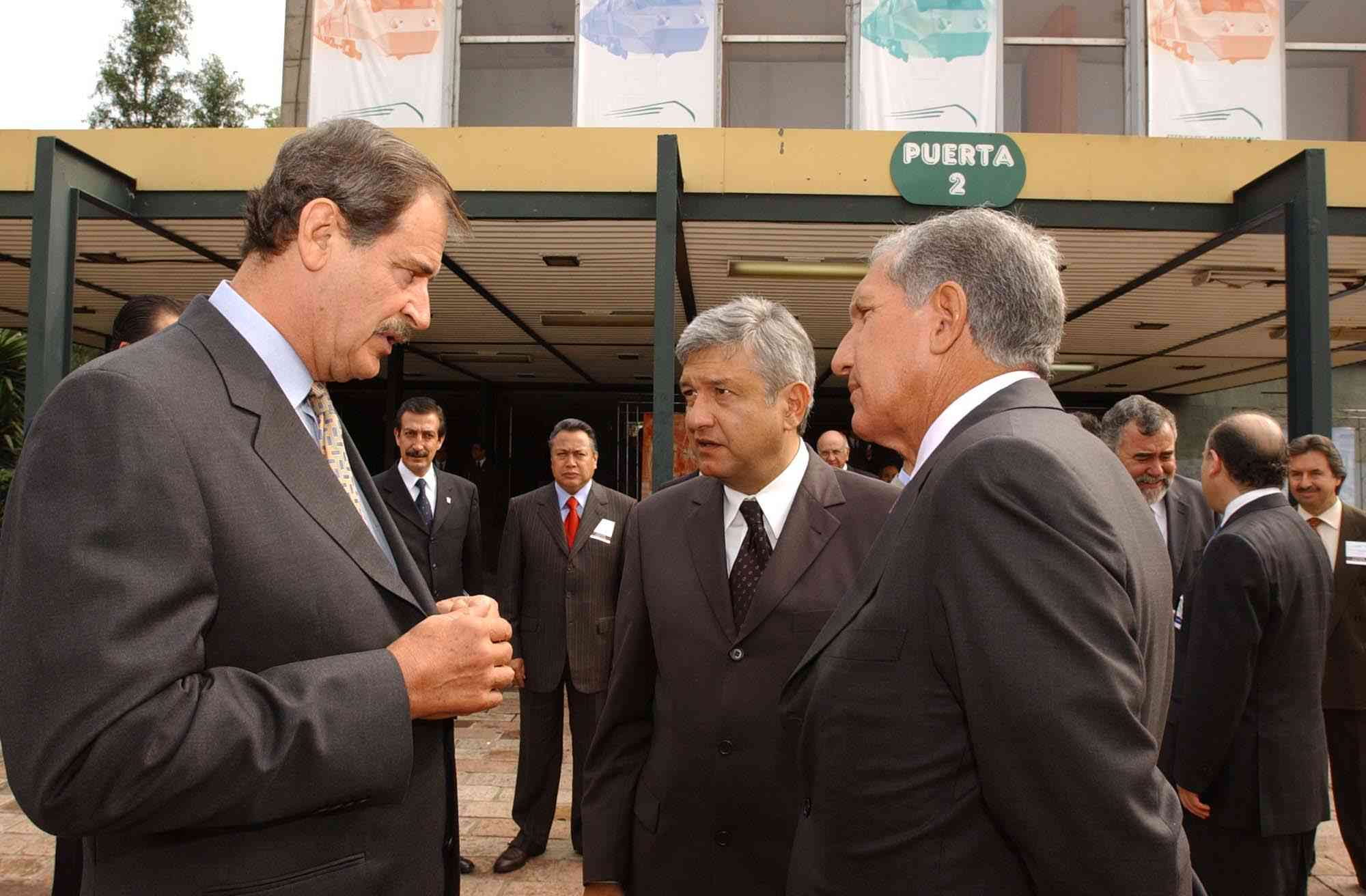
Vicente Fox Quesada, Andrés Manuel López Obrador y Arturo Montiel Rojas, durante la firma del convenio para la construcción del ferrocarril suburbano (11 de junio de 2003)

Al llegar Vicente Fox Quesada a la Presidencia de México, en el 2000, las autoridades de la Secretaría de Comunicaciones y Transportes propusieron nuevamente crear una red de ferrocarriles suburbanos para atender la demanda de transporte urbano de la Zona Metropolitana del Valle de México.
En junio de 2001, Víctor Flores Morales, secretario general del Sindicato de Trabajadores Ferrocarrileros de la República Mexicana, dio a conocer a los medios de comunicación que la Secretaría de Comunicaciones y Transportes realizaba estudios de factibilidad para la construcción de un ferrocarril suburbano en la zona norte del Distrito Federal. Declaró que el ferrocarril permitiría agilizar el transporte de pasajeros en la zona, además de representar una ruta alterna al Metro de la Ciudad de México. Una de las terminales estaría ubicada en la antigua terminal de trenes de Buenavista y contaría con 15 trenes en servicio.
Tras una serie de discusiones y acuerdos entre el gobierno federal y los gobiernos locales del Distrito Federal y el Estado de México, se decide construir el primer sistema de ferrocarriles suburbanos basándose, en gran parte, en el proyecto de trenes radiales propuesto en 1998. El 11 de junio de 2003, en la antigua estación de trenes de Buenavista, Vicente Fox Quesada, Presidente de México de 2000 a 2006, asistió a la firma del convenio de colaboración suscrito entre Pedro Cerisola y Weber, secretario de Comunicaciones y Transportes de 2000 a 2006; Andrés Manuel López Obrador, jefe de Gobierno del Distrito Federal de 2000 a 2005 y Arturo Montiel Rojas, gobernador del Estado de México de 1999 a 2005, para la construcción del proyecto Ferrocarril Suburbano de la Zona Metropolitana del Valle de México.
El proyecto tenía como objetivo reactivar el antiguo sistema ferroviario y mejorar el bienestar social de los habitantes de la Zona Metropolitana del Valle de México mediante: el ahorro en tiempo de transporte; la disminución del congestionamiento vial, la contaminación ambiental y el excesivo consumo de energéticos. También se consideró utilizar los 242 kilómetros de vías existentes en la zona distribuidos en tres sistemas troncales y líneas de menor densidad. Los tres sistemas troncales propuestos fueron: Buenavista-Cuautitlán-Huehuetoca, Ecatepec-Naucalpan y San Juan de Aragón-Los Reyes. La Secretaría de Comunicaciones y Transportes contrató al Banco Nacional de Obras y Servicios Públicos, SNC (BANOBRAS, SNC) como agente financiero con el objetivo de realizar la estructuración del financiamiento, la organización de las licitaciones, estudios de análisis de factibilidad y desarrollo del sistema ferroviario. La estructura de financiamiento diseñada permitió la participación de capital privado.

## Historia
El 11 de diciembre de 2003 la Secretaría de Comunicaciones y Transportes publicó la licitación para la construcción del sistema 1 del Ferrocarril Suburbano Buenavista-Cuautitlán. Las empresas que entraron al concurso de licitación fueron: Bombardier Transportation; Ferrosur, SA de CV; Alstom Transporte, SA de CV; Construcciones y Auxiliares de Ferrocarriles, SA; Grupo México, SA de CV; Elecnor, SA; Inversiones en Autotransportes Mexicanos, SA de CV; Siemens, SA de CV y Mitsui de México, S de RL de CV.

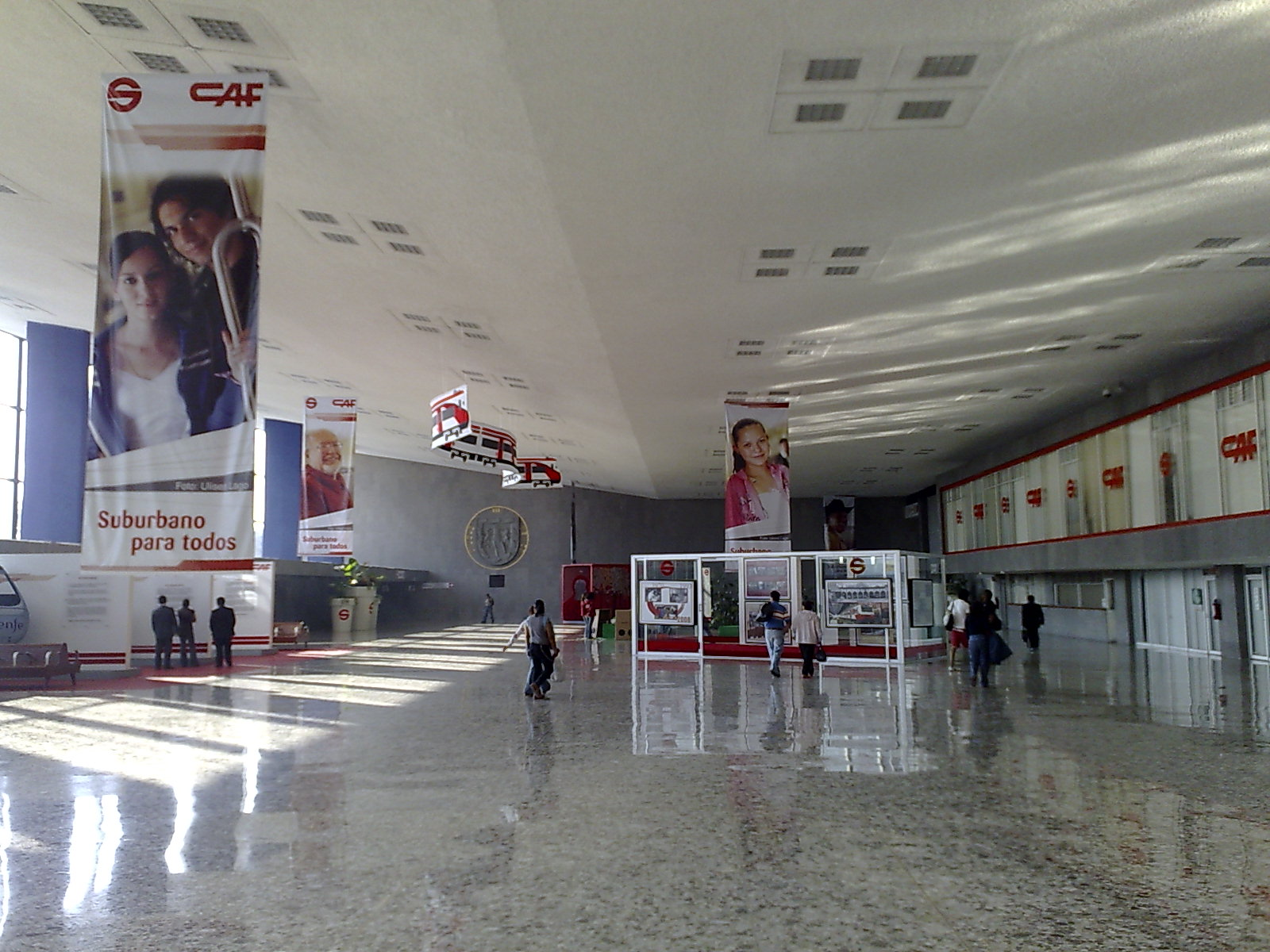
Interior de la estación Buenavista (18 de diciembre de 2008)

Algunas empresas formaron alianzas antes del 15 de julio de 2004 (fecha límite indicada en la licitación). De estas alianzas surgieron los consorcios:
- Consorcio Alstom, integrado por: Alstom Transporte, SA de CV (1,5%); Alstom Transport, SA (Francia) (11,0%); ICA-COI, SA de CV (México) (12,5%); Grupo Hermes, SA de CV (México) (50%) e Inverse, SA de CV (México) (25,0%). Operadores del sistema: RATP y/o Roggio.[24]
- Consorcio CAF, integrado por: Construcciones y Auxiliar de Ferrocarriles, SA (España) (50,0%); Inversiones en Concesiones Ferroviarias, SA (España) (30%); Estrella Blanca, SA de CV (México) (20%). Operador del sistema: Adif y/o Renfe.[24]

Las empresas restantes desistieron en su intento por ganar la licitación y en consecuencia, los consorcios CAF y Alstom resultaron los únicos finalistas. El 28 de junio de 2005 la Secretaría de Comunicaciones y Transportes anunció la descalificación del consorcio CAF. La Secretaría de Comunicaciones y Transportes argumentó una serie de indefiniciones de carácter técnico en el proyecto presentado por el consorcio español, además, la propuesta no había sido desarrollada sobre la base de los requerimientos de licitación. Como resultado, el consorcio Alstom se convirtió en el virtual ganador de la licitación. Luis Giralt, representante de CAF, impugnó la descalificación y el 4 de julio de 2005 la Secretaría de Comunicaciones y Transportes decidió declarar desierta la licitación. Los argumentos para declarar desierta la licitación no fueron específicos. Únicamente se mencionó una falla técnica (sin dar detalles) en la propuesta de Alstom.

Interior de la estación Buenavista (18 de diciembre de 2010)

El 12 de julio de 2005, en el Diario Oficial de la Federación, la Secretaría de Comunicaciones y Transportes publicó las nuevas bases de licitación. Únicamente los consorcios Alstom y CAF acudieron al llamado. En esta nueva puja el grupo Estrella Blanca decidió salir del consorcio español. El consorcio Alstom no sufrió cambios.
Ante las irregularidades presentadas en el primer resultado de la licitación, diputados del Partido de la Revolución Democrática, exigieron al gobierno federal transparentar el proceso de licitación del ferrocarril suburbano.
El 24 de agosto de 2005 el consorcio CAF gana la concesión para el abastecimiento de insumos, la construcción y la operación del sistema 1 del ferrocarril suburbano por treinta años. La propuesta económica del consorcio CAF resultó la más económica al cobrar, en recorridos largos, MXN $9,49 + IVA + índice de inflación y MXN $4,14 + IVA + índice de inflación, en recorridos cortos. La operación del sistema 1 estaría a cargo de su empresa filial Ferrocarriles Suburbanos, SA de CV y contaría con 34 meses para construir el sistema.

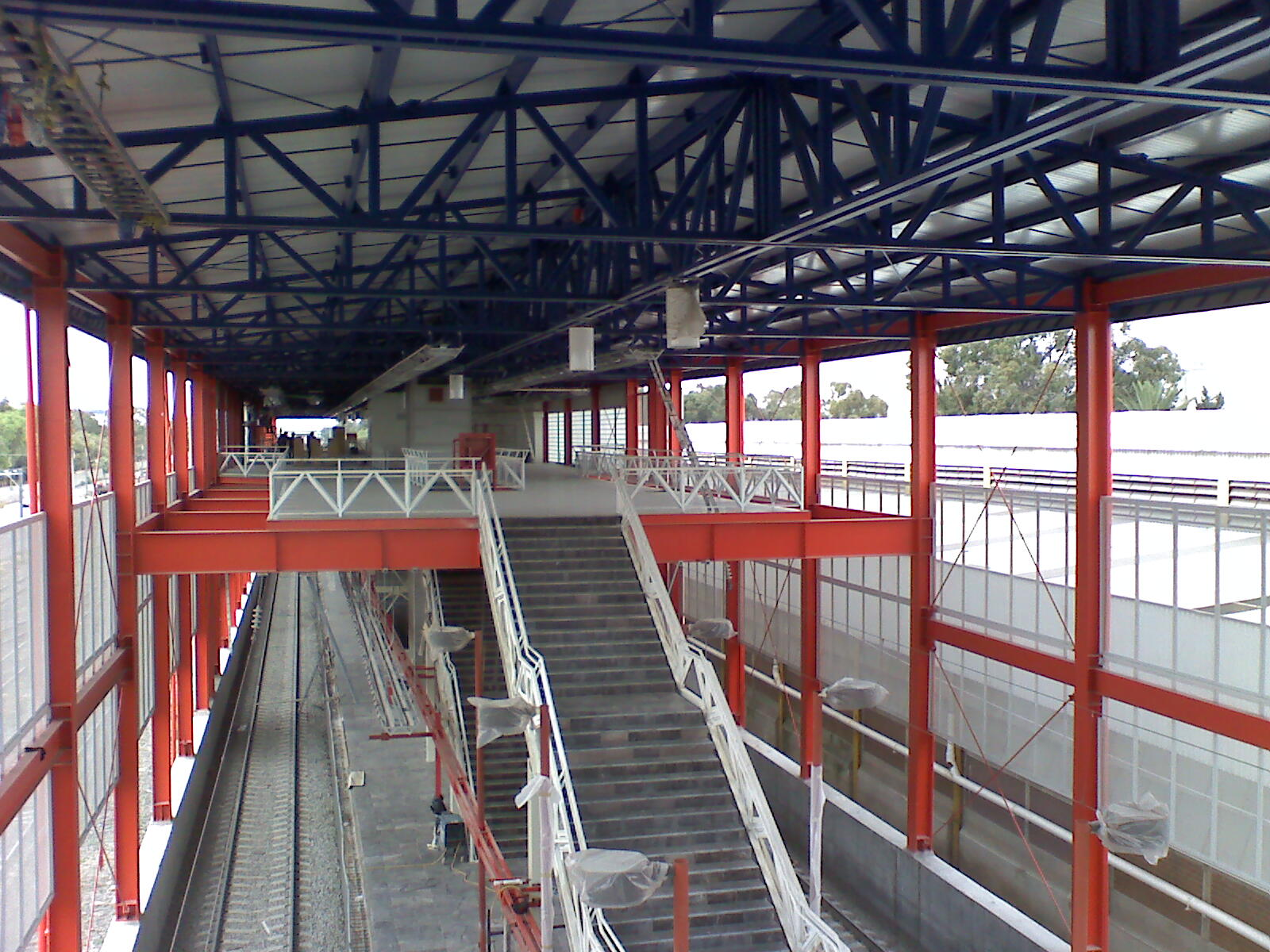
Interior de la estación Fortuna del sistema 1 durante su construcción (2 de enero de 2008)

Después del largo y controvertido proceso de licitación del sistema 1, el 26 de noviembre de 2007, el periodista mexicano Jacobo Zabludovsky, en su columna Bucareli del diario El Universal, reveló la supuesta injerencia del rey Juan Carlos de España y José Luis Rodríguez Zapatero en favor del grupo constructor español. A pesar de ello, no se emitió algún desmentido por las partes involucradas.
Ante la inminente inauguración, del ferrocarril suburbano, las autoridades del Distrito Federal mostraron su inconformidad por el atraso de diversas obras complementarias (puentes vehiculares y peatonales) e infraestructura para conectar algunas estaciones del suburbano con otros medios masivos de transporte en la Ciudad de México (Metrobús y el Metro de la Ciudad de México). La Secretaría de Comunicaciones y Transportes se comprometió a entregar MXN$ 290 millones al Gobierno del Distrito Federal, mediante un acuerdo suscrito el 2 de mayo de 2008, para realizar las obras correspondientes de mitigación y adquirir 12 autobuses para el Metrobús.

### Identidad corporativa
La iconografía y el sistema gráfico del sistema 1 fueron elaborados por Alejandro Sarabia Parra, egresado de la Universidad Autónoma Metropolitana-Azcapotzalco, al ganar el primer lugar del concurso Una vía para diseñar.

### Tarifas y sistemas de pago
El cobro se realiza mediante una tarjeta inteligente cuya vigencia es de un año a partir de la fecha de compra. Su costo es de MXN$ 30 (MXN$ 15,00 por la tarjeta y MXN$ 15,00 que se abonan a la misma). La tarifa para recorridos cortos (1 a 3 estaciones) es de MXN$ 8 (MXN$ 4,14+ IVA + índice de inflación desde 2005) y para recorridos largos (4 o más estaciones) de MXN$ 18 (MXN$ 9,49 + IVA + índice de inflación desde 2005).

### Conexión con otros sistemas de transporte público
Algunas estaciones del ferrocarril suburbano tienen conexión con otros sistemas de transporte público:
- Cada estación cuenta con un Centro de Transferencia Modal (CETRAM) en donde el usuario puede abordar diversas rutas de autobuses de pasajeros.

- En las estaciones Fortuna y Buenavista existe conexión con las líneas 6 y B del Metro de la Ciudad de México, respectivamente. Para abordar el metro es necesario comprar un boleto de papel o una tarjeta inteligente propios de este sistema.

- En la estación Lechería existe conexión con la línea 2 del Mexibús en la estación homónima. Para utilizar dicho transporte es necesario comprar una tarjeta propia del sistema.

- Las líneas 1, 3 y 4 del servicio de Metrobús tienen conexión en la estación Buenavista. Para acceder a este servicio es necesaria la compra de una tarjeta inteligente llamada tarjeta electrónica Movilidad Integrada, la cual sirve además para ingresar al Metro, RTP y Cablebús de la Ciudad de México.[44]

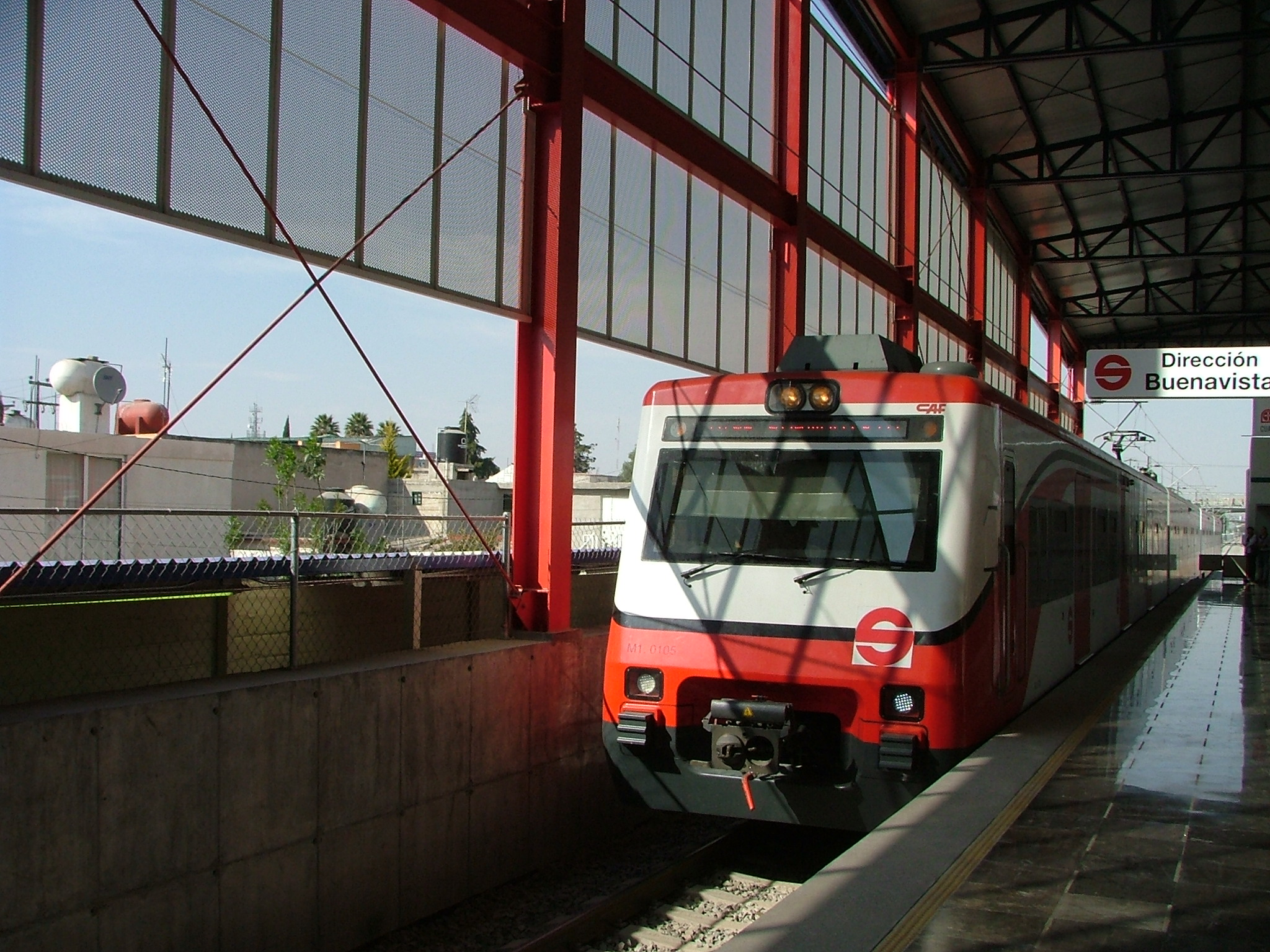
EMU en la zona de andenes de la estación Cuautitlán (10 de enero de 2009)

### Parque vehicular
El parque vehicular está formado por trenes denominados EMU Cuautitlán-Buenavista, derivados de la Serie 447 de Renfe, con ancho de vía de 1,435 m. Los trenes poseen un pantógrafo en la parte superior para recibir la tensión de 25 kV CA suministrada por medio de una catenaria.
Existen tres tipos de carros en el ferrocarril suburbano: carro motriz con cabina de conducción (M), carro motriz sin cabina (N) y carro remolque (R). Pueden conectarse para generar trenes de 3 y 4 carros, MRM y MRNM, respectivamente. A su vez, los trenes pueden conectarse entre sí hasta un máximo de tres unidades, ya sean MRM o MRNM, con cualquier tipo de combinación.
Algunas características significativas de los trenes se muestran en la siguiente tabla:
| EMU Cuautitlán-Buenavista             | EMU Cuautitlán-Buenavista | EMU Cuautitlán-Buenavista | EMU Cuautitlán-Buenavista |
| Tipo de carro                         | M                         | N                         | R                         |
| ------------------------------------- | ------------------------- | ------------------------- | ------------------------- |
| Longitud (m)                          | 25,900                    | 25,485                    | 25,485                    |
| Ancho (m)                             | 3,009                     | 3,009                     | 3,009                     |
| Altura del piso (m)                   | 1,150                     | 1,150                     | 1,150                     |
| Velocidad máxima (km/h)               | 130                       | 130                       | 130                       |
| Velocidad comercial (km/h)            | 65                        | 65                        | 65                        |
| Peso vacío (kg)                       | 47 700                    | 46 900                    | 46 500                    |
| Capacidad máxima (pasajeros sentados) | 54                        | 61                        | 61                        |
| Capacidad máxima (pasajeros de pie)   | 271                       | 293                       | 364                       |

## Red

### Sistema 1
Primer y único sistema del proyecto en construirse e inaugurarse. Está integrado por 7 estaciones y su color distintivo es el rojo. Se localiza al centro de la Ciudad de México y su colindancia con el sur central del Estado de México con dirección norte-sur. Tiene una longitud total de vía para el servicio de pasajeros de 27 kilómetros. Atiende a los municipios de Tlalnepantla, Tultitlán y Cuautitlán en el Estado de México y las delegaciones Cuauhtémoc y Azcapotzalco del Distrito Federal. Transporta diariamente de Buenavista a Cuautitlán, en un tiempo de 25 minutos, a 200 mil pasajeros (está diseñado para atender un máximo de 320 mil pasajeros al día). 

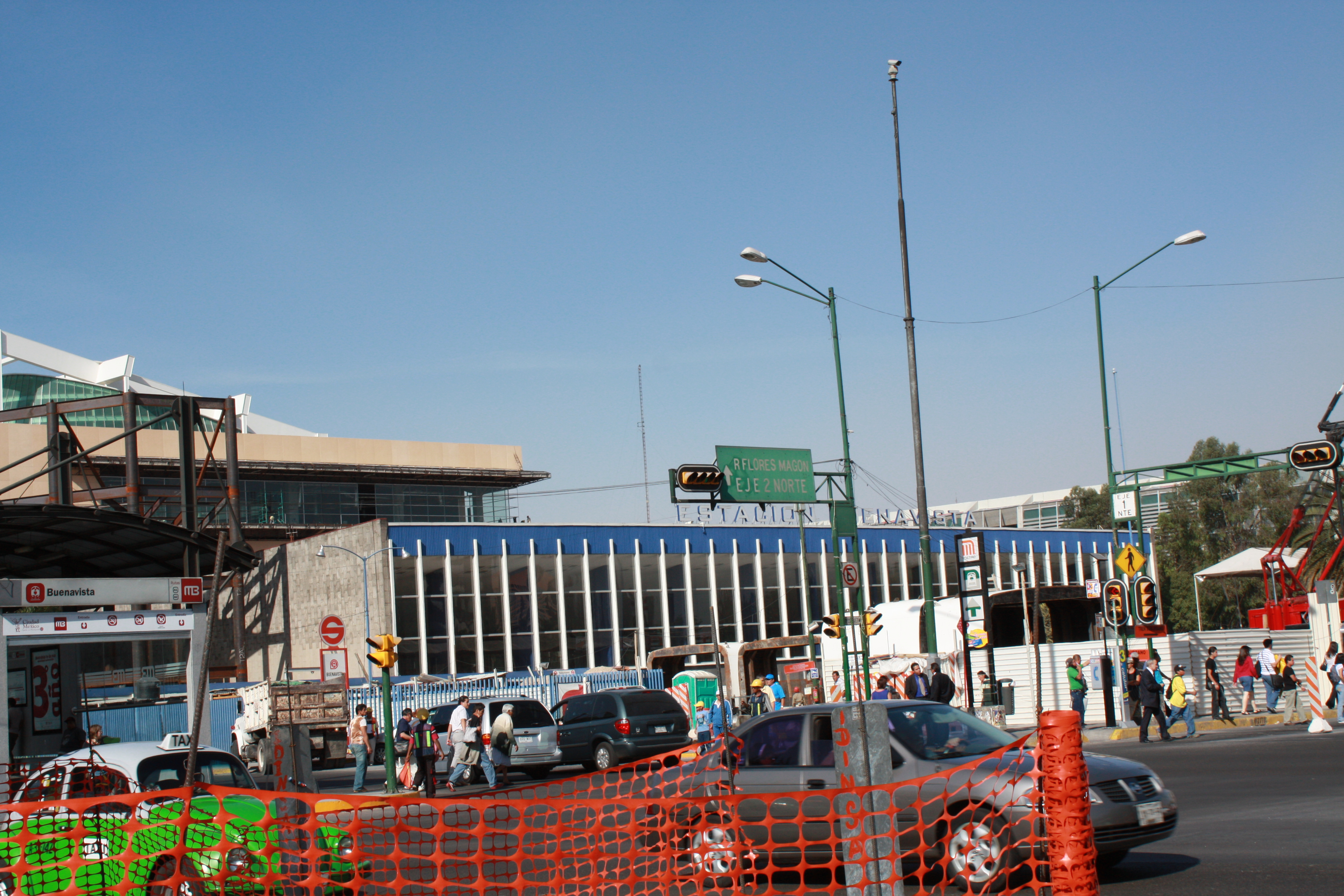
Exterior de la estación terminal Buenavista

El primer tramo Buenavista-Lechería, de 22 kilómetros y 5 estaciones, fue inaugurado el 7 de mayo de 2008 por Felipe Calderón Hinojosa, Presidente de México, el gobernador del Estado de México, Enrique Peña Nieto y el secretario de Comunicaciones y Transportes, Luis Téllez. El intervalo entre el 7 de mayo y el 31 de mayo de 2008 fue denominado periodo de demostración.

 Durante ese intervalo de tiempo el ferrocarril suburbano ofreció recorridos gratuitos entre sus estaciones terminales sin ascenso o descenso de pasajeros en sus estaciones intermedias. El 1 de junio de 2008 comenzó la operación comercial formal en ese tramo. El segundo tramo, de Lechería a Cuautitlán, de 5 kilómetros y 2 estaciones fue inaugurado el 5 de enero de 2009.
El costo total del sistema 1 fue de USD$ 670 millones: USD$ 130 millones aportados por el gobierno Federal y el resto por la compañía española Construcciones y Auxiliar de Ferrocarriles, SA. Distribuidos entre: equipo ferroviario (36%); obras de vía férrea (34%); estaciones, terminales y obra fija (25%) y gastos preoperativos (5%).
El tipo de construcción es superficial. Utiliza el derecho de vía de la antigua ruta del ferrocarril eléctrico Ciudad de México-Querétaro.
El horario de servicio es de lunes a viernes de 5:00 a 0:30 del día siguiente, sábados de 6:00 a 0:30 del día siguiente y domingos de 7:00 a 24:00.

#### Estaciones
| Sistema 1 (Buenavista-Cuautitlán)                                                       | 27 Kilómetros |
| --------------------------------------------------------------------------------------- | ------------- |
| Buenavista \| Fortuna \| Tlalnepantla \| San Rafael \| Lechería Tultitlán \| Cuautitlán |               |

#### Operación
Este es el número de pasajeros por mes desde 2016, de acuerdo al INEGI

## Ampliación

#### Lechería – Aeropuerto Internacional Felipe Ángeles
El 19 de marzo de 2020, se anunció el proyecto de ampliación del tren suburbano que por medio de un ramal se comunicará el Aeropuerto Internacional Felipe Ángeles localizado en el municipio de Zumpango con la Ciudad de México.
El ramal en construcción comienza en la estación Lechería, contará con 24 kilómetros de longitud y tendrá cuatro estaciones intermedias: Cueyamil, Los Agaves, Nextlalpan y Xaltocan; así como la estación terminal en el aeropuerto.
La ampliación del tren suburbano será inaugurada en diciembre de 2025, y pasará por los municipios de Tultitlán, Tultepec, Nextlalpan y Zumpango.

#### Aeropuerto Internacional Felipe Ángeles - Pachuca
El 8 de octubre de 2024, la presidenta de México, Claudia Sheinbaum Pardo, encabezó el inicio de los trabajos preliminares para la construcción del Tren Ciudad de México-Pachuca en Tizayuca, Hidalgo. Este proyecto conectará al estado de Hidalgo con la Zona Metropolitana del Valle de México. Específicamente, este tramo del tren conectará con la estación ubicada en el Aeropuerto Internacional Felipe Ángeles (AIFA) y contará con una longitud de 64 kilómetros y una inversión estimada de 44,367 millones de pesos. Se prevé que beneficiará a 100,000 habitantes y reducirá el tiempo de viaje entre el Aeropuerto Internacional Felipe Ángeles y Pachuca a 25 minutos. Además, se destinará el 3.5% del presupuesto a la restauración ambiental de la zona. El tren contará con trenes eléctricos y se espera que inicie operaciones en el primer trimestre de 2027.

### Proyectos sin concretar
Diversos proyectos para satisfacer la demanda de transporte de pasajeros, en el norponiente de la Ciudad de México y sus límites con el Estado de México, fueron propuestos antes del año 2000. Ninguno de estos proyectos se concretó pero representaron las bases para el actual proyecto de trenes suburbanos.

#### Los trenes radiales
En 1990 la Secretaría de Comunicaciones y Transportes elaboró estudios de factibilidad técnica y económica para la construcción de un sistema de trenes rápidos en la Zona Metropolitana del Valle de México. El objetivo principal de este sistema consistiría en agilizar el transporte de commuters (residentes de la periferia que trabajan en la ciudad central) hacia la Ciudad de México. Las rutas propuestas fueron:
- Buenavista (Ciudad de México)-Pachuca (Hidalgo)
- Martín Carrera (Ciudad de México)-Apan (Hidalgo)
- Observatorio (Ciudad de México)-Coatepec (Estado de México)-Ixtlapantongo (Estado de México)
- La Paz (Estado de México)-Amecameca (Estado de México)-Cuautla (Morelos)

Todas ellas con conexión al Metro de la Ciudad de México.
El 13 de marzo de 1998 en la sesión plenaria de la Comisión Metropolitana de Asentamientos Humanos, Cuauhtémoc Cárdenas Solórzano, Jefe de Gobierno del Distrito Federal de 1997 a 1999; César Camacho Quiroz, Gobernador del Estado de México de 1995 a 1999 y Carlos Rojas Gutiérrez, Secretario de Desarrollo Social del gobierno Federal de 1993 a 1998, firmaron el Programa de Ordenación de la Zona Metropolitana del Valle de México. Uno de los objetivos de este programa fue establecer condiciones en el ámbito territorial para mejorar los niveles de calidad de vida en la población metropolitana además de mejorar la accesibilidad y movilidad espacial de la población. Para lograr este objetivo nuevamente se propuso la construcción de un arco ferroviario de trenes radiales que dispondría de los derechos de vía en desuso: Buenavista-Tizayuca (vía México-Pachuca y Veracruz); Martín Carrera-Otumba (antigua vía a Veracruz); México-Chalco (vía México-Cuautla) y Los Reyes-Otumba (ferrocarril de Texcoco). El programa indicó que no existían proyectos ejecutivos ni programas de ejecución en el mediano plazo y el Programa de Obras del Distrito Federal consideró su ejecución en el año 2000.

#### El Ecotren

Ruta del Ecotren propuesta, entre los años 1994 y 2000, por el Grupo Concesionario Metropolitano, S.A. de C.V.

En febrero de 1991 el Departamento del Distrito Federal, a través de la Coordinación General de Transportes, solicitó a las empresas Matra, DB Magnetbahn GmbH y Eurotren Monoviga, SA presentar ofertas para la construcción de un sistema férrero de vía doble con una longitud de 20 kilómetros. Mediante una serie de estudios realizados desde 1989 las autoridades de la Ciudad de México concluyeron que un moderno sistema de ferrocarriles podría solucionar el saturado tránsito vehicular de la zona norponiente de la ciudad.
La empresa española Eurotren Monoviga, SA, en mayo de 1992, entregó a las autoridades del Departamento del Distrito Federal el estudio para la construcción del Tren elevado Valle Dorado-Cuatro Caminos-Monumento a la Madre. Los gobiernos del Departamento del Distrito Federal y el Estado de México emitieron la Declaratoria de Utilidad Pública en noviembre de 1992 y el 5 de abril de 1993 se emitió la licitación pública internacional para su construcción.
En 1992 el Departamento del Distrito Federal nombró a la zona residencial de Polanco, ubicada en la Delegación Miguel Hidalgo, como una Zona Especial de Desarrollo (ZEDEC) con el objetivo de detener la expansión desmedida de las inmobiliarias, la congestión urbana y el deterioro de la calidad de vida. Uno de los proyectos de mejoramiento del transporte público, a consideración, era la construcción de un sistema de transporte masivo que atendiera la demanda entre la Ciudad de México y el Estado de México. El sistema a implementarse en la zona era el Tren elevado Valle Dorado-Cuatro Caminos-Monumento a la Madre. El proyecto comenzó a ser llamado tren elevado o tren ecológico (Ecotren) debido a que sustituiría aproximadamente 158 mil viajes-vehículo evitando así el consumo de hidrocarburos.
El Ecotren partiría desde un costado del Palacio de Bellas Artes (Centro histórico de la Ciudad de México) hacia la colonia Valle de Santa Mónica en el municipio de Tlalnepantla, Estado de México. El 15 de noviembre de 1994, con el fin de llevar a cabo la construcción del Ecotren, el Departamento del Distrito Federal y el gobierno del Estado de México otorgaron la concesión, por un período de 18 años y 8 meses, al Grupo Concesionario Metropolitano, SA de CV integrado por las compañías: Grupo Tribasa, SA de CV, Bombardier-Concarril, SA de CV, Rioboó, SA de CV y Grupo Mexicano de Desarrollo, SAB. Al término de este intervalo de tiempo la administración del Ecotren pasaría al Departamento del Distrito Federal. La ruta tendría una extensión de 20,3 kilómetros y 18 estaciones.
Ante la falta de información, vecinos de Polanco comenzaron una serie de movilizaciones para solicitar información detallada sobre el proyecto. El entonces Departamento del Distrito Federal presentó un estudio de impacto ambiental, el cual fue cuestionado por los vecinos de la zona. Esto provocó una serie de manifestaciones en contra del proyecto mediante boletines, comunicados, declaraciones a la prensa, marchas, plantones, cierre de calles y avisos a las autoridades de la Ciudad de México. Paulatinamente buscaron el apoyo de otras colonias circunvecinas y afectadas por el proyecto. En el Estado de México, en el municipio de Tlalnepantla, la situación fue similar. Los habitantes de la zona declararon estar preocupados por el impacto urbano desfavorable que podría traer el Ecotren.
El tema del Ecotren tomó un carácter político y en diciembre de 1994 fue tema de discusión en la Asamblea de Representantes del Distrito Federal.
Hacia 1996 el Sistema de Transporte Colectivo presentó un proyecto alternativo al Ecotren en su Plan Maestro del Metro y Trenes Ligeros 1996 horizonte 2003. En este proyecto la ruta del Ecotren era reemplazada por la línea 11. La administración y operación estaría a cargo del Sistema de Transporte Colectivo.
En 1997 ya con el estatus de Gobierno del Distrito Federal y sin la administración directa de la Presidencia de la República, el proyecto fue promovido en la administración de Cuauhtémoc Cárdenas Solórzano, jefe de Gobierno del Distrito Federal de 1997 a 1999, por el arquitecto Roberto Eibenschutz Hartman, secretario de Desarrollo Urbano y Vivienda del Gobierno del Distrito Federal (1997-2000).
Después de varias modificaciones a la ruta original los gobiernos del Distrito Federal y Estado de México analizaron revocar la concesión otorgada y proceder jurídicamente contra el Grupo Concesionario Metropolitano, SA de CV, entre junio y octubre del 2001, por el incumplimiento de la obra. El consorcio adjudicó a causas ajenas al grupo el no iniciar la obra en el tiempo establecido. En 2005 Grupo Tribasa, SA de CV cambió su nombre a Promotora y Operadora de Infraestructura, SA de CV. A pesar del cambio de nombre conservó su participación del 50% dentro del Grupo Concesionario Metropolitano, SA de CV para la construcción del Ecotren. La concesión finalizó en julio de 2013.

#### Ruta El Rosario-Cuautitlán
Otro proyecto sin ejecutar fue el llamado corredor El Rosario-Cuautitlán promovido por Arturo Montiel Rojas, gobernador del Estado de México de 1999 a 2005. Se reutilizaría un tramo de vía proveniente de la colonia Tacuba con dirección norte hacia la colonia San Rafael en el municipio de Tlalnepantla, Estado de México. El proyecto fue súbitamente cancelado sin dar a conocer a la opinión pública los motivos.
Previamente, en el Plan Maestro del Metro y Trenes Ligeros 1996 horizonte 2020, creado por el Sistema de Transporte Colectivo, se denominó a un tramo de este proyecto como línea C, pero tampoco fue construido.

### Propuesta entre 1999 y 2011
El proyecto de ferrocarriles suburbanos, creado en el sexenio del expresidente Vicente Fox, consideró una extensión de red entre 242 y 245.9 kilómetros con tres sistemas principales, o troncales: Buenavista-Cuautitlán-Huehuetoca, Ecatepec-Naucalpan y San Juan de Aragón-Los Reyes. Cada sistema troncal contaría con varios ramales secundarios:
| Sistema 1                                  |         |          |
| RUTA                                       | TIPO    | LONGITUD |
| Buenavista-Cuautitlán (inaugurado en 2008) | Troncal | 27 km    |
| Cuautitlán-Huehuetoca                      | Troncal | 21 km    |
| Lechería-Xaltocan (Nextlalpan)             | Ramal   | 21 km    |
| San Rafael-Tacuba                          | Ramal   | 10 km    |
| Sistema 2                                  |         |          |
| Naucalpan-Jardines de Morelos              | Troncal | 40 km    |
| Buenavista-Polanco (México)                | Ramal   | 7 km     |
| Jardines de Morelos-Teotihuacán            | Ramal   | 19.5 km  |
| Xaltocan (Nextlalpan)-Teotihuacán          | Ramal   | 23 km    |
| Sistema 3                                  |         |          |
| San Juan de Aragón-Los Reyes               | Troncal | 17.2 km  |
| San Juan de Aragón-San Rafael              | Ramal   | 25 km    |
| Los Reyes-Texcoco                          | Ramal   | 22 km    |
| Los Reyes-Chalco                           | Ramal   | 13.2 km  |

#### Sistema 2
El 12 de agosto de 2008 se publicó en el Diario Oficial de la Federación la convocatoria de participación en la licitación de este sistema. Se localizaría desde la colonia Jardines de Morelos, en el municipio de Ecatepec de Morelos, hacia la estación Martín Carrera, de la línea 4 del Metro de la Ciudad de México. El sistema troncal, con una longitud de 19.8 km, contaría con 7 estaciones: Martín Carrera, Altavilla o Villa de Ayala, Cardonal, Santa Clara, Las Américas, Palomas y Jardines de Morelos. Tendría 4 ramales secundarios: Jardines de Morelos-Teotihuacán, Teotihuacán-Tecámac, Martín Carrera-Buenavista-Naucalpan y Buenavista-Polanco.
La demanda de este sistema se estimó en 80 millones de pasajeros anualmente beneficiando a 1,2 millones de habitantes que se encontrarán en la zona de influencia del tren suburbano.
La licitación fue suspendida por el gobierno Federal hacia finales de 2008 para dar prioridad a la licitación del sistema 3. En agosto de 2011 la Secretaría de Comunicaciones y Transportes dio a conocer a los medios de comunicación que la ruta Buenavista-Martín Carrera-Jardines de Morelos-Tepexpan sería considerada como troncal en una nueva licitación.

#### Sistema 3
El sistema fue presentado el 30 de enero de 2008 durante una ceremonia encabezada por Felipe Calderón Hinojosa, presidente de México de 2006 a 2012, y Enrique Peña Nieto, gobernador del Estado de México de 2005 a 2011. El 31 de enero se publicó en el Diario Oficial de la Federación la convocatoria de participación en la licitación de este sistema. La licitación consideró la construcción de un sistema troncal de aproximadamente 13 kilómetros, La Paz-Chalco, y 3 ramales secundarios: La Paz (anteriormente Los Reyes)-Villa de Aragón (anteriormente San Juan de Aragón), Villa de Aragón-San Rafael (del sistema 1) y La Paz-Texcoco. El sistema incluiría 6 estaciones: La Paz, Santa Catarina, Puente Rojo, Solidaridad, El Elefante y La Caseta.
El 25 de junio de 2008 el Comité Coordinador de Acciones, integrado por representantes de la Secretaría de Comunicaciones y Transportes y del Gobierno del Estado de México, decidió incluir como parte del sistema troncal el ramal La Paz-Nezahualcóyotl (anteriormente Villa de Aragón) de aproximadamente 17 kilómetros. Esta ampliación contaría con 5 estaciones: Nezahualcóyotl, Ciudad Jardín, Xochiaca y Chimalhuacán.
Después de varios ajustes a la licitación, hacia finales de 2008, el sistema 3 consideró una longitud de 31,82 km con 10 estaciones: Nezahualcóyotl, Peñón Texcoco, Ciudad Jardín, Chimalhuacán, Los Reyes, La Paz, Tlalpizáhuac, Ayotla, Ixtapaluca y Chalco. Las estaciones La Paz y Nezahualcóyotl enlazarían con las líneas A y B, respectivamente, del Metro de la Ciudad de México.
Transportaría 350 mil pasajeros al día (140 millones de pasajeros al año) que reducirían sus traslados de tres horas a 30 minutos.
La inversión propuesta por el gobierno Federal, en la primera licitación, sería superior a los MXN$ 14 000 millones de los cuales MXN$ 6 420 millones serán aportados por el Gobierno Federal, MXN$ 3 100 millones por el Gobierno del Estado de México y resto provendrá del consorcio ganador de la licitación.
El 20 de noviembre de 2008 la Secretaria de Comunicaciones y Transportes dio a conocer a los tres consorcios finalistas:
- Construcciones y Auxiliar de Ferrocarriles, SA (inversionista y trenes); Inversiones en Concesiones Ferroviarias, SA; Controladora de Operaciones de Infraestructura, SA de CV; Constructora Hispánica, SA; ICA, SAB de CV (obra civil) y Ferrocarril Metropolitano de Barcelona, SA (operador).[91]
- Global Via Infraestructuras, SA; Mitsui & Co., LTD.; Autobuses de Oriente, SA de CV, FCC Construcción, SA (obra civil), Bombardier Inc. (trenes) y Metro de Madrid (operador).[91]
- PCZ Construcciones, SA de CV; IL&FS Transportation Networks Ltd; Ingeniería e Instalaciones, SA de CV (obra civil); Stadler Bussnang AG (trenes); Renfe-Operadora (operador) y Sistema de Transporte Colectivo (operador).[91]

El 22 de febrero de 2009 la Secretaria de Comunicaciones y Transportes anunció la descalificación del consorcio encabezado por PCZ Construcciones, SA de CV debido a que no acreditó a la compañía que participaría como operadora del tren. Posteriormente, el 19 de noviembre, anunció que el consorcio encabezado por Global Via Infraestructuras, SA, optó por retirarse del concurso de licitación. El 17 de diciembre de 2009 se declaró desierta la licitación al no aprobarse la propuesta económica del consorcio español.
El 13 de diciembre de 2010 Juan Francisco Molinar Horcasitas, secretario de Comunicaciones y Transportes de marzo de 2009 a enero de 2011, dio a conocer a los medios de comunicación una modificación más al trazo del sistema 3. Esta modificación consideraría el tramo La Paz-Chalco y una posible extensión hacia la estación Constitución de 1917 del Metro de la Ciudad de México. En agosto de 2011 la Secretaría de Comunicaciones y Transportes confirmó estos cambios además de anunciar la probable publicación de una de licitación en diciembre de 2011. El 6 de septiembre de 2012 Dionisio Pérez-Jácome Friscione, titular de la Secretaria de Comunicaciones y Transportes de enero de 2011 a noviembre de 2012, confirmó una nueva ruta del sistema 3, Chalco-Santa Martha-Constitución de 1917, con una longitud 23.4 kilómetros. Afirmó que el proyecto estaba técnicamente terminado pero se carecía de acuerdos entre las autoridades del Gobierno Federal, Estado de México y Distrito Federal.

### Propuesta en 2012
Durante el primer semestre de 2012, la Dirección Federal de Transporte Ferroviario y Multimodal de la Secretaría de Comunicaciones y Transportes de México, anunció una serie de convocatorias para realizar estudios de factibilidad de 5 proyectos ferroviarios para la Zona Metropolitana del Valle de México independientes al proyecto creado en el sexenio de Vicente Fox. Estos proyectos consideran las rutas:
- Toluca (Estado de México)-Observatorio (Distrito Federal)
- La Paz-Texcoco, en el Estado de México
- San Jerónimo-Polanco, en el Distrito Federal
- Indios Verdes (Distrito Federal)-Ecatepec (Estado de México)
- San Lázaro (Distrito Federal)-Estadio Cuauhtémoc (Puebla)

### Propuesta en 2014
El 16 de agosto de 2014 Pablo Suárez Coello, director general de Transporte Ferroviario y Multimodal, informó a los medios de comunicación de la posible ampliación del sistema 1 al municipio de Huehuetoca como parte del proyecto del tren rápido a Querétaro.